# Cristóbal Malléu y Castro
Cristóbal Malléu y Castro (San Fernando, 1797 - Sevilla, 1865) fue un teniente general de la Armada española.

## Biografía
Gran parte de su vida militar se desarrolló en ultramar, donde fue comandante general del arsenal de Cavite, en Filipinas. Regresado a España, manda en 1842 las fuerzas sutiles de Vizcaya y es mayor general del Departamento Marítimo de Cádiz en 1854. Ascendido a teniente general de la Armada, fue capitán general del Departamento marítimo gaditano en 1864, falleciendo un año más tarde en Sevilla.
- Datos: Q5390509